# 小倉北警察署
小倉北警察署（こくらきたけいさつしょ）は福岡県警察が管轄する警察署の一つ。北九州市警察部が所在する。

## 概要
北九州地区に属し、北九州市小倉北区全域を管轄する。管内に指定暴力団・工藤會の本拠があることから、暴力追放運動の最前線でもある。都心部も管轄するため、取扱件数が多いのも特色である。
小倉北区には市の拠点駅である小倉駅やリバーウォーク北九州、魚町銀天街、コレット、井筒屋そしてチャチャタウン小倉などの集客施設。また歓楽街である鍛冶町・堺町・紺屋町があり、繁忙な警察署として知られる。
大規模署であり、署長の階級は警視正。

## 所在地
- 北九州市小倉北区大門1丁目6番19号

### 特記事項
- 2009年6月29日、小文字通りをはさんだ向かいの城内5番1号から北九州市警察部と共に移転。移転先はNHK北九州放送局（26号地）がリバーウォークに移転するまで局舎を構えていた場所と、隣接地が一体になった場所である。
- 庁舎は地上12階地下1階建てで、延床面積は警察としては警視庁原宿警察署、同新宿警察署に次いで全国3番目の広さを誇り（西日本最大規模）、そのうちの1階から8階までに入居。
- 近隣に中学校や公園、文化施設や福祉施設があることから、射撃場は庁舎内に設けられた。
- 12階には市警察部と共用の武道場がある。

## 庁舎
庁舎には小倉北警察署の他に、北九州市警察部、暴力団対策部北九州地区暴力団犯罪捜査課の3機構が所在する。また、福岡市博多区にある警察本部の使用が災害発生等により困難となった場合、小倉北警察署庁舎を第二の本部庁舎としての本部機能を兼ねる庁舎として指定している。
- 幹部
  - 小倉北警察署　署長（警視正）、副署長（警視）、生活安全官（警視）、刑事官（警視）、組織犯罪対策官（警視）、交通官（警視）、警備官（警視）、地域官（警視）
  - 北九州市警察部　部長（警視正）
    - 機動警察隊　隊長兼北九州市警察部次長（警視）

  - 暴力団対策部　副部長兼刑事部参事官兼北九州地区暴力団総合対策現地本部長（警視正）、北九州地区暴力団犯罪捜査課　課長（警視）

## 管轄区域
- 北九州市小倉北区（響灘上の藍島を含む）

## 沿革

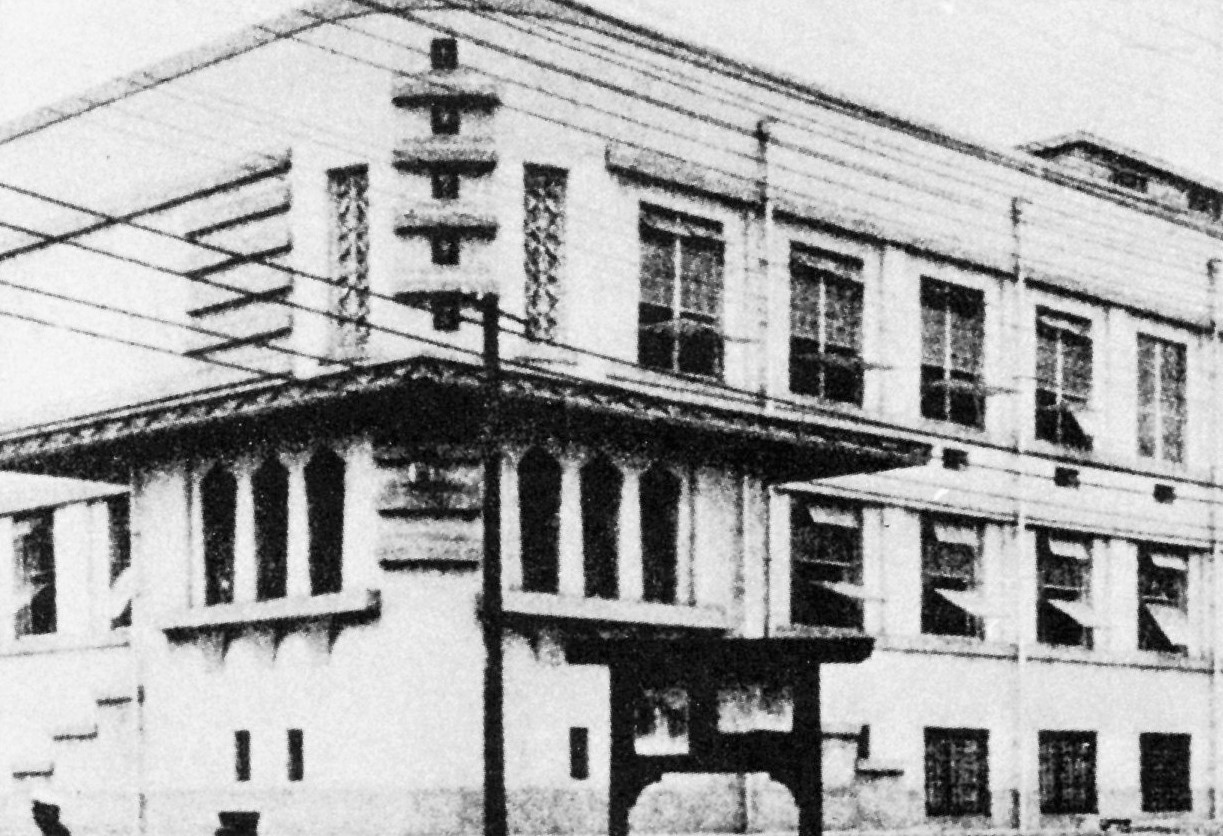
1928年（昭和3年）に建てられた2代目の小倉警察署。1965年（昭和40年）に移転。

- 1875年（明治8年） 企救郡小倉室町に小倉警察出張所開設。
- 1877年（明治10年）2月25日 小倉警察署に昇格。
- 1928年（昭和3年）3月 小倉市田町の陸軍用地に移転。
- 1948年（昭和23年）3月7日 警察法施行。自治体警察の小倉市警察署となる。
- 1954年（昭和29年）7月1日 警察法改正で自治体警察は国家警察と統合され福岡県警察発足。福岡県小倉警察署となる。
- 1963年（昭和38年）4月1日 北九州市（2月10日5市合併で発足）が政令指定都市となる。所在地表記が北九州市小倉区田町となる。
- 1965年（昭和40年）10月15日 小倉区城内5番1号に庁舎新築、北九州市警察部とともに移転。
- 1974年（昭和49年）4月1日 北九州市の行政区変更により小倉区を小倉北区と小倉南区に分区。所在地表記が北九州市小倉北区城内5番1号となる。
- 1975年（昭和50年）4月1日 行政区に合わせて小倉警察署を分割し小倉南警察署を新設、小倉警察署を小倉北警察署に改称。当初、小倉北署は日本最大の人数、最大規模の警察署として設立される。
- 2003年（平成15年）
  - 8月18日 工藤會系暴力団中島組組員が鍛冶町の高級クラブ「ぼおるど」店内に手榴弾を投擲し従業員ら9人が重軽傷（犯人は現場で取り押さえられた際に死亡）となる事件発生。
  - 8月27日 県下全域交番駐在所再編成により、中井・砂津・香春口・白銀・中津口・清水の交番を廃止。
  - 11月18日 歓楽街堺町・鍛冶町の工藤會掃討対策として堺町公園内に堺町特別対策隊を新設。
- 2006年（平成18年）4月3日 組織改正に伴い、刑事第四課と保安課の保安係（薬物銃器担当係）を統廃合して組織犯罪対策課を新設。
- 2009年（平成21年）6月29日 旧NHK北九州放送局跡地を含む場所に建てられた新庁舎に北九州市警察部とともに移転、業務開始。

## 組織
副署長のほかに警視相当職として、会計・生活安全・刑事・組織犯罪対策・交通・警備・地域の7管理官を課長の上に置く。
- 総務第一課（総務、庁舎管理、採用）
- 総務第二課
- 警察安全相談課
- 会計課（会計、遺失物）
- 留置管理課
- 生活安全課　保安係、防犯係、風俗営業係
- 生活安全捜査課（生活安全部門事件捜査）
- 少年課（少年補導、少年事件捜査、福祉犯事件捜査）
- 刑事第一課（強行犯、鑑識）
- 刑事第二課（知能犯、選挙犯捜査）
- 刑事第三課（窃盗犯捜査、強盗事件捜査支援）
- 組織犯罪対策第一課　暴力犯第一係（組織犯罪捜査）、暴力犯第二係（工藤会）
- 組織犯罪対策第二課（薬物銃器）
- 交通第一課
- 交通第二課
- 警備第一課（警戒警備、機動隊）
- 警備第二課　公安第一係（北九州地区での公安及び外事捜査）、公安第二係（警備情報収集、警衛警護）
- 堺町特別対策隊（所在地：北九州市小倉北区堺町1丁目7番 堺町公園敷地内）
- 地域第一課（以下3課交代勤務制）
- 地域第二課
- 地域第三課

## 工藤会捜査
小倉北警察署庁舎内には、暴力団対策部北九州地区暴力団犯罪捜査課、北九州市警察部機動警察隊特別遊撃班、小倉北警察署組織犯罪対策第一課暴力犯第二係そして管内に、堺町特別対策隊が編成されている。また、北九州市内に置かれている第二機動隊暴力団総合対策部隊が組織され、特定の暴力団組織である、指定暴力団工藤會（本部＝北九州市小倉北区）に特化して集中取締り、暴力団犯罪捜査、実態把握をする警察活動は全国的に異例のことである。

## 管内交番
交番については再編で一部所轄範囲が広がった。
| 交番名       | ふりがな       | 所在地             | 所轄地域 |
| ------------ | -------------- | ------------------ | -------- |
| 日明交番     | ひあがり       | 緑ケ丘1丁目4番23号 |          |
| 室町交番     | むろまち       | 室町3丁目1番1号    |          |
| 小倉駅前交番 | こくらえきまえ | 京町3丁目7番3号    | [ 1 ]    |
| 富野交番     | とみの         | 上富野5丁目4番13号 |          |
| 旦過交番     | たんが         | 馬借1丁目1番1号    |          |
| 到津交番     | いとうづ       | 下到津4丁目10番4号 |          |
| 木町交番     | きまち         | 木町3丁目1番5号    |          |
| 足原交番     | あしはら       | 足原1丁目10番1号   |          |
| 高田交番     | たかだ         | 新高田2丁目3番18号 |          |
| 片野交番     | かたの         | 片野3丁目15番2号   |          |

## 主な事件・事故
- 北九州市病院長殺害事件 - 1979年11月に発覚。小倉北区で大病院を経営していた病院長の男性が殺害されて死体をバラバラにされ、大分県の国東半島沖に遺棄された[2]。
- 小倉北区中島における殺人事件（未解決事件） - 1999年11月16日に発生。被疑者である韓国籍の女が指名手配されている[3]。
- 鳥町食道街火災 - 2024年1月3日午後3時10分頃、「建物から煙が上がっている」と119番があり、飲食店が燃えて周辺の建物に延焼した[4]。発生から約13時間後の4日午前4時ごろ、鎮圧状態になった[5]。